# Asterinaceae
Asterinaceae es una familia de hongos con ubicación incierta en la clase Dothideomycetes.

## Géneros
La siguiente es la lista de los géneros de Asterinaceae, según el 2007 Outline of Ascomycota. Un signo de pregunta antes del género indica que la ubicación del taxón es incierta.
Allothyrium —
Anariste —
Aphanopeltis —
Asterina —
Asterodothis —
Asterolibertia —
Asterotexis —
?Aulographina —
Batistinula —
Cirsosia —
Dothidasteromella —
Echidnodella —
Echidnodes —
Eupelte —
Halbania —
Lembosia —
?Lembosina —
?Lembosiopsis —
Leveillella —
Macowaniella —
Meliolaster —
?Morenoina —
Neostomella —
Parasterinella —
Parasterinopsis —
?Petrakina —
Placoasterella —
?Placoasterina —
Placosoma —
Prillieuxina —
Symphaster —
Thyriopsis —
Trichamelia —
Trichasterina —
Uleothyrium —
Viegasia —
Yamamotoa